# プトレマイオス (ギリシア神話)
プトレマイオス（古希: Πτολεμαῖος,  Ptolemaios）は、ギリシア神話の人物である。テーバイの王ダマシクトーンの子で、クサントスの父。トロイア戦争に出兵したペーネレオース王の子孫にあたる。アウテシオーン王が神託に従ってテーバイを去ったので、王位は再びペーネレオースの家系に戻り、父ダマシクトーンに次いで王となった。

## その他のプトレマイオス
- ペーネロペーの求婚者の1人。ドゥーリキオン人[2]。